# Rehekampff

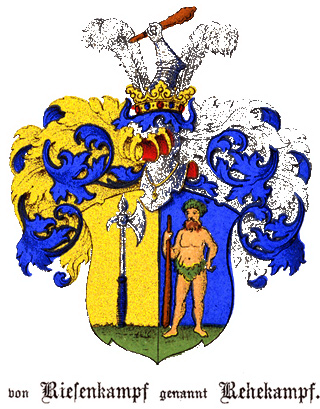
Wappen derer von Riesenkampff-Rehekampf

Rehekampff ist der Name der baltischen Linien des Patriziergeschlechts Riesenkampff (Risenkamp) aus dem Hochstift Hildesheim. Es wurde in der Mitte des 16. Jahrhunderts erstmals urkundlich bekannt und weitete sich im baltischen Raum (mit dem Schwerpunkt Insel Ösel), in Polen, Schweden, Finnland und dem russischen Reich aus. Aus den verschiedenen Linien gingen Richter, Beamte, Offiziere und Generale hervor.
Eine Linie wurde unter dem Namen Rosenkampff geadelt.

## Namensursprung
Die Endsilbe „kamp“ begründet sich auf der alten Schreibweise des Familiennamens Rysencamp, Riesencamp, Rysecamp und Risekamp und fußt auf dem lateinischen „Campus“, dieses bedeutete im Niederdeutschen und Friesischen „ein eingeschlossenes, umhegtes Feld“.

## Geschichte

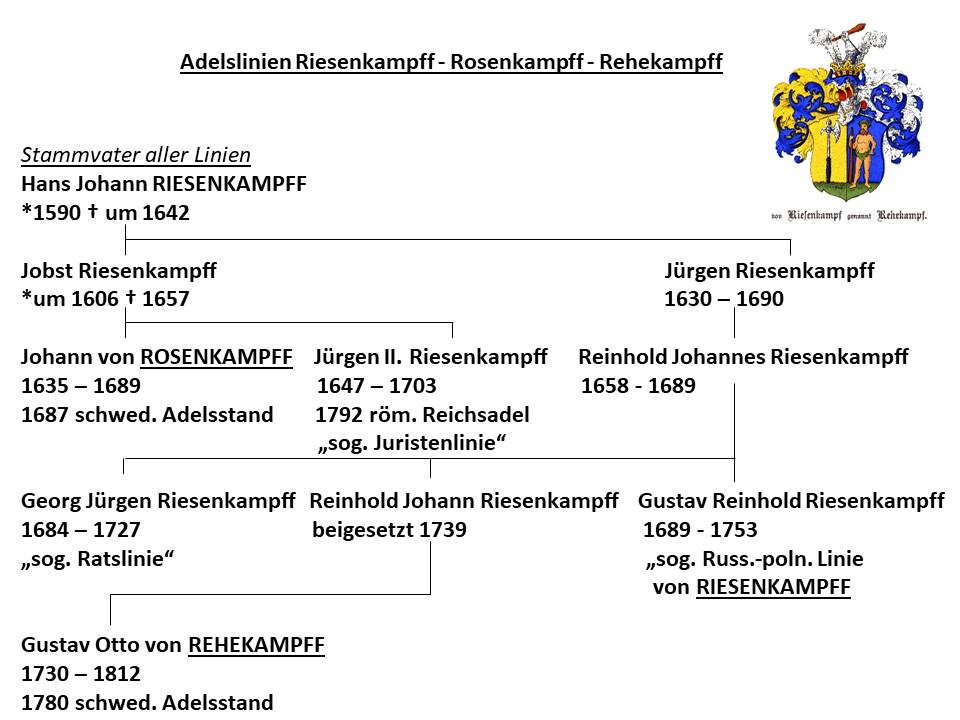
Übersicht zu den Stammlinien

Mit Jost auch Jobst Riesencamp, der Kaufmann und Bürger der Stadt Hildesheim war, begann 1542 die urkundliche Geschichte. In Reval wurden die Riesenkampffs in der zweiten Hälfte des 16. Jahrhunderts erwähnt, dieses waren seine Söhne Heinrich und Hans (Johann).
Heinrich Riesenkampff wanderte um 1570 nach Reval ein, wurde 1572 Mitglied der Schwarzenhäupter-Brüder und 1578 Revaler Bürger. Dessen zweiter Sohn Hans Riesenkampff (*um 1590, † um 1642) wird als Stammvater aller baltischen Zweige und Linien bezeichnet, ihm folgte sein Sohn Jobst Riesenkampff und wiederum dessen Söhne Johann Riesenkampff und Jürgen Riesenkampff. Johann wurde schwedischer Rittmeister und 1687 in den schwedischen Adelsstand aufgenommen. Jürgen Riesenkampff war Ratsherr und Gerichtsvogt in Reval, er war der Begründer, der im Mannesstamm erloschenen, sogenannten „Juristenlinie“, aus ihr wurde 1792 der schwedische Major Georg Jürgen Johann Riesenkampff (1684 – 1727) in den römischen Reichsadelsstand erhoben wurde und seit 1795 im Sankt Petersburger Gouvernements-Adelsgeschlechtsbuch (Eintragsnummer 496) eingetragen ist.
Hans Riesenkampff (baltischer Stammvater) hatte aus seiner zweiten Ehe mit Dorothea Watterhoff den Sohn Jürgen Riesenkampff (1630 – 1690), dessen Sohn Reinhold Johann Riesenkampff (1658 – 1689) war Pastor zu Goldenbeck, dessen Söhne waren Georg Jürgen, Reinhold Johann und Gustav Reinhold. Georg Jürgen Johann Riesenkampff (1684 – 1727) wurde der Stammvater der sogenannten „Ratslinie“; Gustav Reinhold Riesenkampf (1658 – 1689) gilt als Stammvater der „russisch-polnischen Linie“, die den Namen „Riesenkampff“ weiter führten, Reinhold Johann Riesenkampff († um 1739), der schwedischer Kapitän war, setzte die Linie in Estland fort.
Als Nächstes folgte Gustav Otto Riesenkampff (1730 – 1812), er wurde 1780 als Riesenkampff genannt Rehekampff in den römischen Reichsadelsstand erhoben und 1783 in die Adelsmatrikel der Estländischen Ritterschaft eingetragen. Von nun an führten sie offiziell den Namen „von Rehekampff“ und wurden 1845 in die Adelsmatrikel der Öselschen Ritterschaft aufgenommen.

## Besitzungen
Zu ihren Grundbesitzen gehörten Mento, Parrasmetz, Arromois und Feckerort.
Das Gut Parrasmetz wurde erstmals 1563 erwähnt, später gehörte es den Familien von Vietinghoff und von Rehekampff. Das hölzerne, mit einem Dachgeschoss versehene Hauptgebäude wurde Anfang des 19. Jahrhunderts errichtet. Heute wird es als Wohnhaus verwendet.

## Wappen
Das Wappen derer von Rehekampff, welches nach dem Adelsdiplom von 1780 gefertigt wurde, ist ein gespaltener Schild, vorne in Gold auf grünem Rasen stehend eine blaubegriffte, linksgekehrte Streitaxt, hinten in Blau ein wilder Mann (Riese), mit der Rechten sich auf eine natürliche Keule stützend. Helmzier stellt über einer Krone ein geharnischter Arm mit der Keule zwischen zwei silbernen Straußenfedern dar. Die Helmdecke ist blau-golden und blau-silbern.
Das Wappen derer von Rosenkampff zeigt einen quergeteilten Schild, in dem oberen Teil stehen drei Rosen nebeneinander im roten Feld. In der unteren Hälfte steht ein geharnischter Arm mit einem zum Himmel geschickten Schwert im silbernen Feld. Den Helm ziert eine gestielte und geblätterte Rose, zwischen zwei rechts und links zu Feld fliegenden Fahnen.

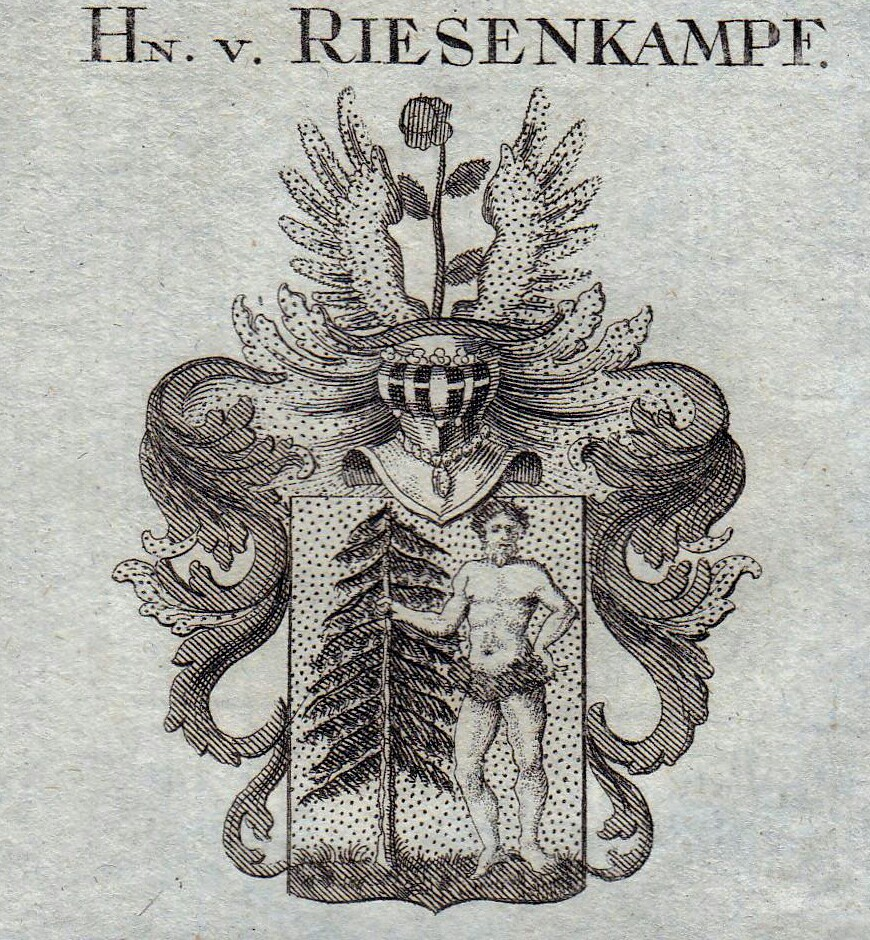
Wappen derer von Riesenkampf

Das Wappen derer stammverwandten von Riesenkampf, 1792 mit dem römisch-deutschen Reichsadelsstand an die Brüder Bernhard Heinrich und Justus Johann zu Reval und Georg Johann zu Moskau verliehen, zeigt im goldenen Schild auf grünem Rasen vorn einen naturfarbenen Tannenbaum, der von einem Wilden Mann (Riesen) in der hinteren Schildhälfte mit der Rechten gehalten wird. Auf dem Helm mit grün-goldenen Decken eine rote Rose an grün beblättertem grünen Stängel zwischen offenem goldenen Flug.

## Stammlinie Rehekampff
Hans Johann Riesenkampff (beigesetzt 1642 in Reval), Stammvater der baltischen Linien
- Jobst Riesenkampff (*um 1606, † 1657)
  - Johann Riesenkampff-Rosenkampff, Stammvater der von Rosenkampff, 1687 geadelt, finnische Freiherren[9]
  - Jürgen II. Riesenkampff (1647–1703), 1792 römischer Reichsadel, Gründer der sogenannte „Juristenlinie“
- Jürgen (I.) Riesenkampff (1630–1690)
  - Reinhold Johann (I.) Riesenkampff (1658–1689), Pastor
    - Georg Jürgen Johann von Riesenkampff (1684–1727), schwedischer Major, Gründer der sogenannten „Ratslinie“
    - Gustav Reinhold von Riesenkampff (* 1689), Gründer der „russisch-polnischen Linie“
    - Reinhold Johann (II.) (beigesetzt 1739), schwedischer Kapitän
      - Gustav Otto von Riesenkampff genannt Rehekampff (1730–1812), 1780 geadelt, dann „Rehekampff“
        - Karl Reinhold von Rehekampff (1766–1809), Leutnant, Hakenrichter und Titularrat
        - Johann Fabian von Rehekampff (* 1775)
          - Karl Gustav von Rehekampff (1803–1883), General der Kavallerie, Kommandant von Wiborg
          - Karl Johann von Rehekampff (* 1846, † 1888 in Stuttgart)
          - Gustav Otto von Rehekampff (1813–1848), Militärarzt

        - Hans Wilhelm von Rehekampff (1777–1826)
          - Wilhelm von Rehekampff (1809–1868)
            - Karl Hans Alexander von Rehekampff (1846–1925), Landrat
              - Elmar Wilhelm Georg von Rehekampff (1869–1941), Jurist und Kommunalpolitiker
              - Karl Axel Erwin von Rehekampff (1879–1953), Landespolitiker

          - Gustav von Rehekampff (1811–1881), Oberst
          - Friedrich Otto von Rehekampff (1818–1869)
            - Paul von Rehekampff (1860–1923), Stabskapitän
            - Georg von Rehekampf (* 1867), Artilleriekapitän

        - Friedrich Gustav Theodor von Rehekampff (1789–1858), Landgerichtsrat, Hofrat
          - Friedrich Otto Theodor von Rehekampff (1820–1867)
            - Friedrich von Rehekampff (* 1860)

## Stammlinie Rosenkampff

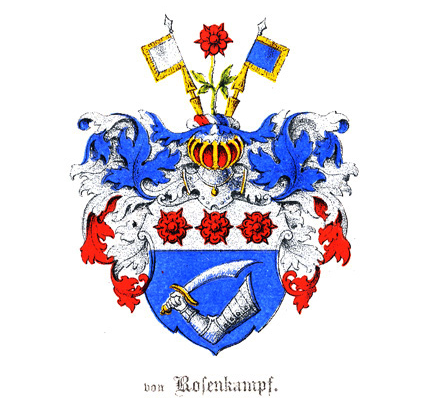
Wappen der Adelsfamilie Rosenkampff (schwedischer Ast ab 1687)

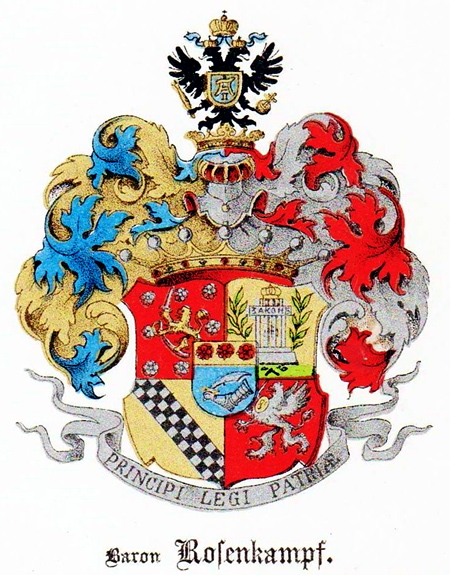
Wappen der Adelsfamilie Rosenkampff (finnischer Ast ab 1817)

Jost Riesenkampff (1520 – um 1595) aus Hildesheim
- Hans Johann Riesenkampff (1590–1642) in Reval
- Jobst Riesenkampff (* um 1606 – 1657) Übersiedlung nach Schweden
- Johann Riesenkampff genannt Rosenkampff (1635–1689), 1687 schwedischer Adelsstand
- Johann Heinrich von Rosenkampff († 1723), schwedischer Major
- Reinhold Johann von Rosenkampff (um 1705 – 1784)
- Kaspar Heinrich von Rosenkampff (1734–1790), baltischer Landrat, schwedischer Landmarschall
  - Gustav Adolph von Rosenkampff (1762–1832), Jurist und Politiker, 1817 Finnländischer Freiherr
  - Kaspar Heinrich II. von Rosenkampf, Major und Kollegialrat
  - Karl von Rosenkampff (1793–1846), Ingenieur für Wasserstraßenbau, 1817 Finnländischer Freiherr
    - Karl von Rosenkampff (1835–1875)
    - Alexander von Rosenkampff (1838–1882)
    - Maximilian von Rosenkampf (1840–1876)
      - Maximilian II. von Rosenkampff (1871–1927), die Linie Rosenkampff starb im männlichen Stamm aus.

## Stammlinie Riesenkampff
Jost Riesenkampff (1520 – um 1595) aus Hildesheim
- Hans Johann Riesenkampff (1590–1642) in Reval
- Jürgen Riesenkampff (1630–1690)
- Reinhold Johann von Riesenkampff (1658–1689), Pastor
- Gustav Reinhold von Riesenkampff (1689–1753)
- Gustav Georg von Riesenkampff (1735–1802)
- Gustav Gerhard von Riesenkampff (1766–1842)
- Alexander von Riesenkampff (* 1802)
- Nikolai Alexandrowitsch Riesenkampff (1832–1904), russischer Generalleutnant
- Georgi Konstantinowitsch Riesenkampff (1886–1943), russisch-sowjetischer Wasserbauingenieur und Hochschullehrer